# 三方領知替え
三方領地替え（さんぽうりょうちがえ）は、江戸時代に江戸幕府が行った大名に対する転封処分の手法のひとつ。大名3家の領地（知行地）を互いに交換させることを言う。例えば、領地aを持っている大名家Aを領地bへ、領地bを持っている大名家Bを領地cへ、領地cを持っている大名家Cを領地aへ同時に転封すること。「三方領地替え」「三方所替え」「三方国替え」とも書く。江戸時代を通じて何回か行われている。4家が関係した「四方領知替え」の例もある。

## 慶安2年（1649年）
陸奥国白河藩主榊原忠次を播磨国姫路へ、姫路藩主松平直矩を越後国村上へ、村上藩主本多忠義を白河へ転封したもの。6月9日に発令された。松平直矩が幼少であり、西国の要として重視されていた姫路藩主は重荷である、とされたため。長じてのちに直矩は姫路藩に復帰している。

## 享保2年（1717年）
伊勢国亀山藩主松平乗邑を山城国淀へ、淀藩主松平光慈を志摩国鳥羽へ、鳥羽藩主板倉重治を亀山へ転封したもの。11月1日に発令された。

## 寛保元年（1741年）
越後国高田藩主松平定賢を陸奥国白河へ、白河藩主松平明矩を播磨国姫路へ、姫路藩主榊原政純を高田へ転封したもの。11月1日に発令された。榊原政純の父である榊原政岑に対する幕閣からの隠居謹慎に次ぐさらなる懲罰、および政純がまだ幼いため西国守備の要衝である姫路は不相応である、とされたことによる。

## 延享3年（1746年）
上野国館林藩主太田資俊を遠江国掛川へ、掛川藩主小笠原長恭を陸奥国棚倉へ、棚倉藩主松平武元を館林へ転封したもの。9月25日に発令された。

## 延享4年（1747年）
日向国延岡藩主牧野貞通は幕閣で出世し江戸に近い常陸国笠間藩へ、笠間藩主の井上正経が陸奥国磐城平藩へ、磐城平藩主の内藤政樹は御家騒動や百姓一揆の懲罰として延岡藩へ転封となった。江戸時代期間中の大名の転封として、陸奥国磐城平（現・福島県東南部）から日向延岡（現・宮崎県北部）への転封は最も長距離の転封記録である。

## 宝暦12年（1762年）
肥前国唐津藩主土井利里を下総国古河へ、古河藩主松平康福を三河国岡崎へ、岡崎藩主水野忠任を唐津へ転封したもの。9月晦日に発令された。

## 文化14年（1817年）
遠江国浜松藩主井上正甫を陸奥国棚倉へ、棚倉藩主小笠原長昌を肥前国唐津へ、唐津藩主水野忠邦を浜松へ転封したもの。9月14日に発令された。唐津藩の義務である長崎見廻役 を嫌って幕閣入りを熱望した水野忠邦が、各方面に贈賄して実現させた。念願かなった忠邦は、後に老中首座にまで上り詰め、天保の改革を推進する。なお、井上の棚倉移封は醜聞事件を起こしたことに対する懲罰の意味合いが大きい。

## 文政6年（1823年）
陸奥国白河藩主松平定永を伊勢国桑名へ、桑名藩主松平忠堯を武蔵国忍へ、忍藩主阿部正権を白河へ転封したもの。3月24日に発令された。白河藩主を隠居していた元老中首座松平定信が、港湾財源を持つ桑名への転封を狙って仕掛けたものとされているが、異説として定永が江戸湾の海防警備への負担に耐え切れず江戸湾岸の下総国佐倉藩への転封を願ったところ、佐倉藩主堀田正愛の抗議を受けて紛糾したため、佐倉藩が白河藩の替わりに江戸湾警備を引き受ける代償として行われた懲罰的転封との説もある。また、桑名藩では藩が事実上の御用金にあたる領民の講より借り入れた金が返済されないことを恐れた領民によって文政桑名農民一揆が起こされた。なお、この領知替えがきっかけで福島県白河市・三重県桑名市・埼玉県行田市の三市は姉妹都市となっている。

## 天保7年（1836年）
上野国館林藩主松平武厚を石見国浜田へ、浜田藩主松平康爵を陸奥国棚倉へ、棚倉藩主井上正春を館林へ転封したもの。3月12日に発令された。浜田藩でおきた竹島事件に対する懲罰的転封とされている。武厚の養子松平斉良は第11代将軍徳川家斉の実子であるため、竹島事件に乗じて館林よりも豊かな浜田を斉良に与えようとした側面もある。ただし、斉良は藩主を継ぐことなく没している。

## 天保11年（1840年）
武蔵国川越藩主松平斉典を出羽国庄内へ、庄内藩主酒井忠器を越後国長岡へ、長岡藩主牧野忠雅を川越へ転封しようとしたもの。実現することはなかったが、数ある三方領知替えの中で最も有名である。
第11代将軍徳川家斉の実子・斉省を養子にとった川越藩主松平斉典が、実高が多く裕福な
 庄内藩領地を狙って幕閣に働きかけたものだったが、庄内藩の士民を挙げた猛烈な抵抗にあい（天保義民事件）、翌年閏1月に家斉が没すると諸大名の間でもこの問題に対する不満が高まった。同年7月に12代将軍徳川家慶の「天意人望」に従うとする判断によって沙汰やみになった。

## 弘化2年（1845年）
出羽国山形藩主秋元志朝を上野国館林へ、館林藩主井上正春を遠江国浜松へ、浜松藩主水野忠精を山形へ転封したもの。11月晦日に発令された。水野忠精の父・忠邦が天保の改革の失敗と不正を咎められ、隠居させられた上での転封であった。また、井上正春は文化14年（1817年）に浜松から棚倉へ転封させられた正甫の子だが、この発令で井上家は浜松へ戻ることになった。井上家は遡る延享4年（1747年）と天保7年（1836年）の三方領知替えでも転封している。

## 四方領知替え

### 貞享2年（1685年）
下野国宇都宮藩主本多忠平を大和国郡山へ、大和郡山藩主松平信之を下総国古河へ、古河藩主堀田正仲を出羽国山形へ、山形藩主奥平昌章を宇都宮へ転封したもの。6月22日に発令された。

### 正徳2年（1712年）
下総国古河藩主松平信祝を三河国吉田へ、三河吉田藩主牧野成央を日向国延岡へ、延岡藩主三浦明敬を三河国刈谷へ、刈谷藩主本多忠良を古河へ転封したもの。7月12日に発令された。